# Otto Georgens

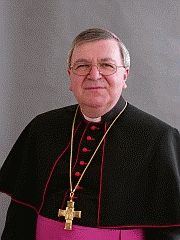
Weihbischof Otto Georgens

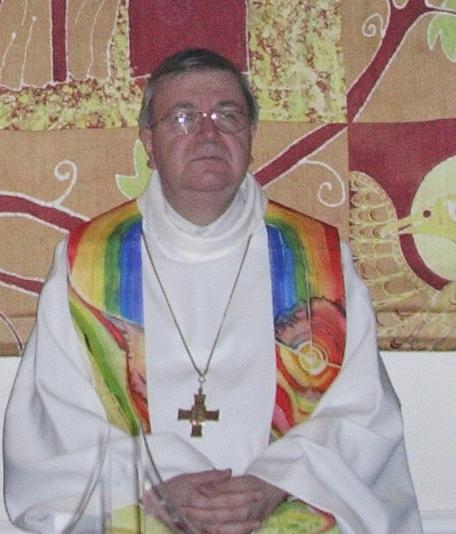
Weihbischof Otto Georgens

Otto Georgens (* 2. Dezember 1950 in Weisenheim am Berg) ist Weihbischof im Bistum Speyer und Dompropst von Speyer.

## Leben
Georgens empfing am 26. Juni 1977 in Speyer das Sakrament der Priesterweihe.
Bis 1986 war er Sekretär des Speyerer Bischofs Friedrich Wetter und seines Nachfolgers Anton Schlembach. Danach wurde er Pfarrer in Eppenbrunn und 1994 Dekan des Dekanats Pirmasens.
Am 27. Januar 1995 ernannte ihn Papst Johannes Paul II. zum Titularbischof von Gubaliana und Weihbischof in Speyer. Am 25. März 1995 empfing er durch Anton Schlembach die Bischofsweihe; Mitkonsekratoren waren Franziskus Eisenbach, Weihbischof in Mainz, und Ernst Gutting, emeritierter Speyerer Weihbischof. Zwei Tage später, am 27. März 1995, wurde Georgens Dompropst von Speyer.
Nach der Annahme des altersbedingten Rücktrittsgesuchs des Speyerer Diözesanbischofs Anton Schlembach im Februar 2007 durch Papst Benedikt XVI. wählte ihn das Domkapitel des Bistums zum Diözesanadministrator. Dieses Amt übte Georgens bis zur Amtseinführung von Karl-Heinz Wiesemann als Bischof von Speyer am 2. März 2008 aus.
Am 1. Januar 2009 wurde er von Bischof Wiesemann zum Bischofsvikar für weltkirchliche Aufgaben und für die Orden, Säkularinstitute und Gemeinschaften des Apostolischen Lebens ernannt.
In der Deutschen Bischofskonferenz ist Georgens Mitglied in der Liturgiekommission, der Kommission Weltkirche und deren Unterkommission für Entwicklungsfragen (insbes. MISEREOR).
2017 wirkte er beim feierlichen Weinausschank am Domnapf aus Anlass des 200-jährigen Bistumsjubiläums mit und lieferte hierzu eine gereimte Ansprache.

## Werke
- Otto Georgens (Hrsg.): Auf den Straßen der Welt verbirgt sich Gott. Hundert Worte von Madeleine Delbrêl. Verlag Neue Stadt, 2004, ISBN 3-87996-592-7.
- Otto Georgens: Das Evangelium leben mit Madeleine Delbrêl. ISBN 3-9807872-5-7.